# Дайсецудзан (национальный парк)
Дайсецудза́н (яп. 大雪山国立公園 Дайсэцудзан кокурицу ко:эн) — национальный парк в Японии, расположенный в центральной части острова Хоккайдо.
Национальный парк Дайсецудзан был основан 4 декабря 1934 года. Площадь его составляет более 226 тыс. га, из которых около 35 тысяч занимают пять заповедников.
Для Дайсецудзана характерны сочетание арктических и альпийских элементов флоры, проявления вулканической деятельности (горячие источники). Здесь обитают чёрный японский и бурый медведи. В лесах преобладают ель аянская (Picea jezoensis) и пихта сахалинская (Abies sachalinensis). Из 450 видов альпийских растений, произрастающих на Хоккайдо, половина встречается в национальном парке Дайсецудзан.